# برمید آلومینیم
برمید آلومینیم (به انگلیسی: Aluminium bromide) با فرمول شیمیایی AlBr۳Al۲Br۶ یک ترکیب شیمیایی با شناسه پاب‌کم ۲۴۴۰۹ است. که جرم مولی آن ۲۶۶٫۶۹ g/mol می‌باشد. شکل ظاهری این ترکیب، بلورهای جامد سفید و زرد کمرنگ است.